# Русские (группа)
«Русские» — советская и российская поп-рок/поп-группа, существовавшая с перерывами с конца 1980-х до 2016 года.

## История

### Первый состав группы
Коллектив создан в 1989 году экс-барабанщиком группы «Земляне» Владимиром Киселёвым. Вокалистом группы был Геннадий Богданов. Выпустила два студийных альбома, наиболее популярные песни — «Русские идут», «Женщина, которую боюсь», а песня «Ну и что» стала победителем конкурса «Песня-91». Коллектив выступал в СССР и за рубежом, сотрудничал с Дитером Боленом и Blue System (1989—1993). В 1993 году в результате конфликта Киселёва и Богданова группа распалась.
В 2004 году Богданов воссоздаёт группу под названием «Русские», приглашая в коллектив гитариста Дмитрия Болотова, барабанщика Дмитрия Фролова и клавишника Дмитрия Киселёва, но вскоре группа распалась вновь.

### Новая версия группы
В 2010 году Киселёв восстанавливает группу при участии совершенно новых молодых музыкантов.
11 мая 2018 года на официальной странице группы «Русские» в социальной сети ВКонтакте была размещена такая последняя запись: «Группа прекратила своё существование в данном составе с 2016 года». Сайт группы не работает, ресурсы в интернете не поддерживаются.

## Состав участников группы

### Бывшие участники
Геннадий Богданов,

Владимир Васильев,

Дмитрий Болотов,

Дмитрий Фролов,

Олег Милованов,

Дмитрий Киселёв,

Евгений Хлупин,

Вячеслав Никифоров,

Андрей Сидоренко,

Игорь Покатилов,

Олег Баранов

### Состав участников 2016 года
- Евгений Кудряшев
- Станислав Паламарчук
- Владимир Васильев

## Дискография[5]
- 1994 — «Русские идут»
- 1995 — «Держа руку на кресте»
- 2001 — «Приглашаю в рай»